# اسپریتزر

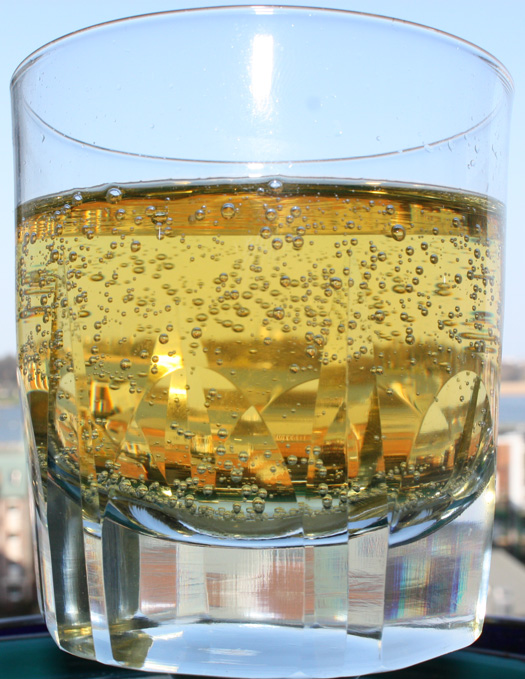
آب سیب اسپریتزر

اسپریتزر (از نیمه اول قرن بیستم کوتاه شده به شورلیمورلی) که به آن اسپلش یا گی‌اسپیتزر نیز می‌گویند، مخلوطی از مواد زیر است:
- شراب با آب معدنی، اسپریتزر ترش، اسپریتزر ترش، در اتریش اسپریتزر سفید/قرمز یا جی اسپریتزر (تلفظ Gschpritzter) یا اسپریتزر.
- شراب با لیموناد، اسپریزر شیرین ("شراب گازدار کارگران")، یا کولا ("کولا شوپن"، " کره ") در اتریش Cola-rot (منطقه ای: Bonanza) یا -weiß (به معنی سفید)
- آب میوه با آب معدنی، آبمیوه اسپریتزر، اسپریتزر میوه یا اسپریتزر آب میوه، در اتریش آب سیب جی اسپریتزت، آب پرتقال جی اسپریتزر و غیره.

اسپریتزر (بیشتر دی اسپریتزر، در بادن «داس» یا «در» اسپریتزر، در پالاتیناته «در» اسپریتزر) («داس» و «در»، حرف‌های تعریف در زبان آلمانی هستند) به عنوان یک نوشیدنی با طراوت در تابستان محبوب است. نسبت اختلاط در حدود یک به یک است، در اسپریزر میوه مقدار آب، گاهی به‌طور قابل توجهی بیشتر است.

## ریشه کلمه اسپریتزر
به گفته Kluge، کلمه شورلیمورلی احتمالاً بر اساس گویش آلمانی جنوب غربی schuren ("حباب زدن") است.

## مخلوط با آبمیوه
آبمیوه اسپریتزر که با نام‌های اسپریتزر میوه یا آبمیوه اسپریتزر نیز شناخته می‌شود، مخلوطی از آب معدنی و آب میوه است و به دلیل محبوبیت زیاد، اکنون توسط سازندگان نوشیدنی به صورت بطری شده عرضه می‌شود. به‌طور معمول از آب معدنی گازدار استفاده می‌شود. محتوای آب می‌تواند بسیار متفاوت باشد. سودا زیترون، یک آب معدنی با آب لیمو، در اتریش رایج است.

### سیب اسپریتزر
اسپریتزر سیب، همچنین آب سیب اسپریتزر یا آب سیب اسپریتزر (در هسن، باواریا و اتریش؛ در اینجا نیز " Obi spritzed ")، به ویژه به عنوان یک نوشیدنی ورزشی محبوب است زیرا حاوی مواد معدنی و کربوهیدرات است و همچنین تقریباً ایزوتونیک است.
باید بین اسپریتزر و «نوشیدنی‌های آب میوه» تمایز قائل شد. کیفیت گاه پایین نوشیدنی‌های اخیر در گزارشی توسط استیفتونگ وانتست در آوریل ۲۰۰۷ تأیید شد که در آن تنها یک نوشیدنی آب میوه درجه «رضایت بخش» را دریافت کرد، در حالی که محصولات دیگر «ضعیف» ارزیابی شدند. استیفتونگ وانتست در درجه اول از محتوای قند بالا، محتوای بسیار کم‌آب میوه و بو و طعم آن انتقاد کرد که به شدت توسط افزودنی‌های معطر مخدوش شده بود.